# Грубер, Лилли
Дитлинде (Лилли) Грубер (англ. Dietlinde «Lilli» Gruber; род. 19 апреля 1957 г.) — итальянская журналистка и бывший политик.
В настоящее время ведущая ток-шоу итальянского частного телеканала La7, Грубер также была членом Европейского парламента с 2004 по сентябрь 2008 года в составе левоцентристской коалиции «Оливковое Дерево».

## Биография

### Ранняя карьера и уход из RAI

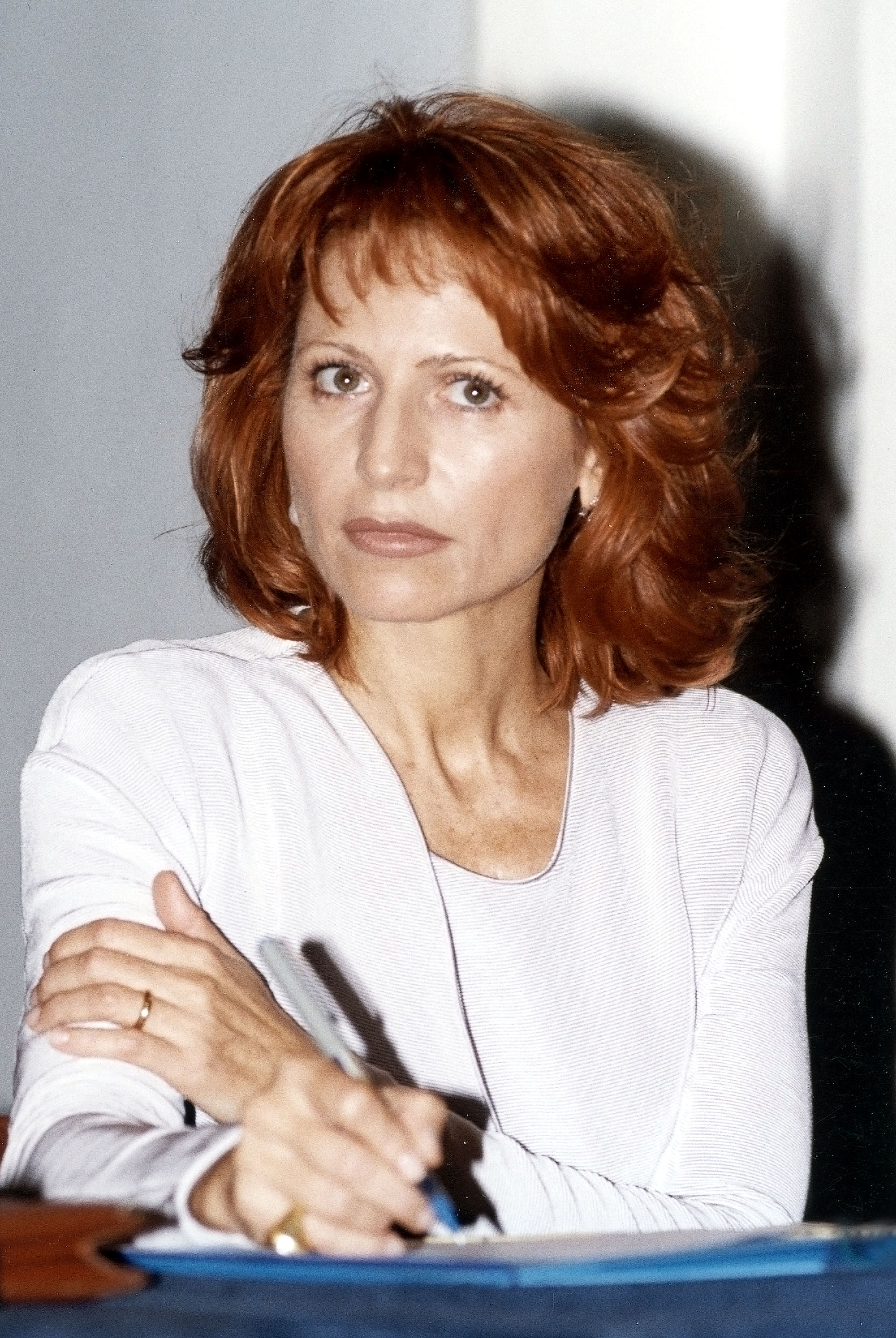
Лилли Грубер в 2003 году

Грубер родилась в Больцано. Лилли владеет двумя языками — итальянским и немецким. Посещала курсы иностранных языков и литературы в Венецианском университете. В 1982 году Грубер начала свою журналистскую карьеру, а в 1987 году стала ведущей TG1 на Rai Uno.
В 1988 году она стала политическим корреспондентом RAI. Грубер освещала такие события, как распад Советского Союза, израильско-палестинский конфликт, война в бывшей Югославии, ситуацию в Соединенных Штатах после террористических атак 11 сентября 2001 года и иракскую войну.
В 1999 году, помимо телевизионной карьеры в Италии, она также работала с немецкими телекомпаниями, такими как SWF (1988) и Pro 7 (1996).
В апреле 2004 года Грубер подала в отставку со своей должности в RAI в знак протеста против влияния премьер-министра Сильвио Берлускони на контролируемые государством СМИ. Лилли выступила против его «неразрешенного конфликта интересов» и посчитала, что RAI отказался от своей традиции плюрализма, чтобы поддержать взгляды правительства. Грубер также работала в итальянской газете La Stampa, для «Io Donna», TV Sorrisi e Canzoni и Anna.

### Член Европейского парламента
На выборах в Европейский парламент 2004 года Лилли Грубер баллотировалась как независимый кандидат по левоцентристскому списку «Оливковое дерево»; её кандидатура была предложена вместе с Микеле Санторо после того, как она была вытеснена из RAI, контролируемого Сильвио Берлускони. Она лидировала среди кандидатов «Оливкового дерева». После избрания она вступила в Группу социалистов. Грубер работала в Комитете по гражданским свободам, правосудию и внутренним делам, а также была заместителем в Комитете по иностранным делам и главой делегации по отношениям со странами Персидского залива, включая Йемен. Лилли ушла со своей должности в сентябре 2008 года, за несколько месяцев до истечения своего мандата, чтобы продолжить журналистскую карьеру.

### Возвращение на национальное телевидение
После ухода из Европейского парламента в 2008 году Грубер возглавила политическое ток-шоу Otto e mezzo на частном телеканале La7, которое ведет до сих пор.

### Приглашение в Бильдербергский клуб
Лилли Грубер была единственной журналисткой, приглашенной на Бильдербергскую конференцию 2012 года в Шантильи, Вирджиния. Телеведущая присутствовала и на встрече 2013 года в Хартфордшире, Англия.

## Образование
- 1993: Стипендия Уильяма Бентона для радиожурналистов в Чикагском университете;
- 2002: «Приглашенный научный сотрудник» в Школе перспективных международных исследований (SAIS) Университета Джонса Хопкинса; в течение двух лет «лидер дискуссий» на Всемирном экономическом форуме в Давосе.

## Награды
- 1991: Премия «Numeri UNO»;
- 1995: Лучшая женщина-журналист;
- 1995: Карло Шмидт Прейс, Германия, за выдающиеся заслуги перед свободой информации;
- 1995: Приз Фреджена;
- 2001: Приз Сполето;
- За освещение войны в Ираке;
- 2004: Почетный выпускник Американского университета в Риме.